# Patrycja Waszczuk
Patrycja Waszczuk (ur. 17 czerwca 2003 w Lublinie) – polska szachistka, mistrzyni FIDE od 2019 roku. Najwyższą dotychczasową pozycję w rankingu szachowym (Elo) osiągnęła w kwietniu 2020, z wynikiem 2321 punktów. Jest członkinią klubu szachowego MUKS „Gambit” w Międzyrzecu Podlaskim.

## Dyskwalifikacja i odwołania
Podczas rozgrywanego w sierpniu 2020 roku Festiwalu Szachowego w Ustroniu Patrycja Waszczuk została zdyskwalifikowana z powodu podejrzenia o używanie dopingu elektronicznego. Nie był to pierwszy raz, gdy zawodniczkę posądzano o korzystanie z niedozwolonej pomocy, jednak wcześniej nie zostało wobec niej wszczęte śledztwo. 6 października 2020 Komisja Wyróżnień i Dyscypliny Polskiego Związku Szachowego orzekła dyskwalifikację na dwa lata. Był to pierwszy taki przypadek w historii polskich szachów. W styczniu 2021 roku Polski Związek Szachowy odrzucił odwołanie i podtrzymał karę dwuletniej dyskwalifikacji. W czerwcu 2021 roku orzeczenie dyscyplinarne zostało uchylone przez Trybunał Arbitrażowy ds. Sportu przy Polskim Komitecie Olimpijskim, który nakazał ponowne przeprowadzenie postępowania. Po ponownym rozpatrzeniu sprawy Komisja Wyróżnień i Dyscypliny Polskiego Związku Szachowego 8 listopada 2021 roku wydała wyrok uznający 18-latkę winną usiłowania oszustwa na Festiwalu Szachowym w Ustroniu. Kara dwuletniej dyskwalifikacji została podtrzymana, ale wykonanie pozostałej jej części zawieszono (na dwa lata, będące okresem próby).
6 września 2022 roku, Trybunał Arbitrażowy ds. Sportu przy Polskim Komitecie Olimpijskim uchylił decyzje Polskiego Związku Szachowego.
W październiku 2022 r. organ odwoławczy PZSzach wyznaczył termin ponownego rozpatrzenia odwołania na koniec listopada 2022 r. Po rozpatrzeniu odwołania PZSzach znowu uznał zawodniczkę za winną, a w styczniu 2023 jej odwołanie ponownie trafiło do Trybunału Arbitrażowego ds. Sportu przy PKOl, który w grudniu 2023 podtrzymał wyrok i ustalenia Komisji Wyróżnień i Dyscypliny w sprawie Patrycji Waszczuk dot. usiłowania oszustwa w sporcie i prawomocnie uznał zawodniczkę za winną używania dopingu elektronicznego.

## Osiągnięcia
- Mistrzostwa Europy juniorów do lat 16 w szachach: 1. miejsce (2019)
- Mistrzostwa Polski w szachach (kobiet): 7. miejsce (2020)